# Pawieł Kazanski
Pawieł Aleksiejewicz Kazanski, ros. Павел Алексеевич Казанский (ur. 4 listopada 1904 r. we wsi Rybia Rzeka w rejonie Łodiejnojego Pola, zm. po 1955 r. w ZSRR) – radziecki wojskowy służby medycznej, lekarz wojskowy-oficer Rosyjskiej Armii Wyzwoleńczej, szef laboratorium medycznego przy sztabie Sił Zbrojnych Komitetu Wyzwolenia Narodów Rosji, a następnie lekarz sztabowy Sił Zbrojnych Komitetu Wyzwolenia Narodów Rosji podczas II wojny światowej.
Od 1923 r. służył w Armii Czerwonej. Pełnił funkcję starszego pomocnika medycznego we Flocie Bałtyckiej. W 1929 r. odszedł do rezerwy. W 1934 r. ukończył 2 Leningradzki Instytut Medyczny. 25 czerwca 1940 r. ponownie został zmobilizowany do Armii Czerwonej. Otrzymał stopień lekarza wojskowego 3 rangi. Został ordynatorem-terapeutą wojskowo-morskiego szpitala garnizonu w bazie wojskowej na Półwyspie Hanko. Od 20 kwietnia 1941 r. był lekarzem wojskowego portu morskiego obrony brzegowej bazy w estońskim Paldiski. 30 października tego roku został szefem laboratorium sanitarno-epidemiologicznego obrony brzegowej Rejonu Bałtyckiego. Podczas ewakuacji garnizonów sowieckich z estońskich wysp Sarema i Hiuma w listopadzie został ranny i dostał się do niewoli niemieckiej. Pracował jako lekarz w obozach jenieckich. Pod koniec 1943 r. wstąpił do Rosyjskiej Armii Wyzwoleńczej (ROA). W grudniu tego roku skierowano go do szkoły propagandystów ROA w Dabendorfie pod Berlinem, po ukończeniu której służył w niej jako lekarz. Od października 1944 r. w stopniu kapitana organizował laboratorium medyczne przy sztabie Sił Zbrojnych Komitetu Wyzwolenia Narodów Rosji. W lutym 1945 r. objął funkcję lekarza sztabowego Sił Zbrojnych Komitetu Wyzwolenia Narodów Rosji. 9 maja tego roku dostał się do niewoli amerykańskiej. W połowie 1945 r. dobrowolnie powrócił do ZSRR. Po procesie został skazany na karę 10 lat łagrów. We wrześniu 1955 r. wyszedł na wolność. Dalszego jego losy są nieznane.